# کرایوتسی (روما)
کرایوتسی (به صربی: Kraljevci) یک منطقهٔ مسکونی در صربستان است که در Ruma municipality واقع شده‌است. کرایوتسی ۱٬۲۳۲ نفر جمعیت دارد.